# Drsnik
Dresnik en albanais et Drsnik en serbe latin (en serbe cyrillique : Дрсник) est un village du Kosovo situé dans la commune/municipalité de Klinë/Klina et dans le district de Pejë/Peć. Selon le recensement kosovar de 2011, elle compte 1 770 habitants.

## Géographie
Dresnik/Drsnik est situé près de Klinë/Klina, à 17 km à l'est de Pejë/Peć.

## Histoire
Sur une colline au-dessus du village se trouvent les vestiges d'une vieille forteresse, connue sous le nom de Jerinina kula, sans doute mentionnée par Constantin VII Porphyrogénète dans son ouvrage De administrando imperio. Le site remonte aux IIe – Ve siècles ; mentionné par l'Académie serbe des sciences et des arts, il est inscrit sur la liste des monuments culturels du Kosovo.
Le village est mentionné sous le nom de Dostinik dans une charte de Stefan Prvovenčani en 1199-1206, quand il en fit don au monastère de Hilandar. Le village est encore mentionné dans une charte du roi Stefan Uroš III Dečanski puis dans un recensement des terres de la dynastie des Branković, dont les Ottomans s'emparèrent à la fin du XIVe siècle.
L'église de la Sainte-Parascève de Drsnik/Dërsnik a sans doute été fondée sous le nom d'église Saint-Nicolas dans les années 1560 et ornée de fresques dans ces mêmes années ; en raison de son importance, elle a été inscrite en 1990 sur la liste des monuments culturels d'importance exceptionnelle de la République de Serbie. Lors de la guerre du Kosovo, en 1999, l'église a été incendiée par des bombardements de l'OTAN. Dans le cadre d'un programme intitulé « Bela Rusija - Sestri Srbiji », la Biélorussie a financé les travaux de reconstruction et de restauration de l'église. Elle est aujourd'hui inscrite sur la liste des monuments culturels du Kosovo.
Avant la guerre, la population du village était majoritairement composée de Serbes, notamment par cinq familles : les Dabižljević, les Ribać, les Čekrlić et les Vesić ; tous ont été déplacés. En juillet 2005 ont eu lieu les premiers retours, notamment ceux de personnes âgées.

## Démographie

### Évolution historique de la population dans la localité
| 1948 | 1953 | 1961  | 1971  | 1981 | 1991 | 2011  |
| ---- | ---- | ----- | ----- | ---- | ---- | ----- |
| 866  | 972  | 1 152 | 1 193 | 986  | 926  | 1 770 |

|  |

### Répartition de la population par nationalités (2011)
En 2011, les Albanais représentaient 98,92 % de la population.